# Crusca

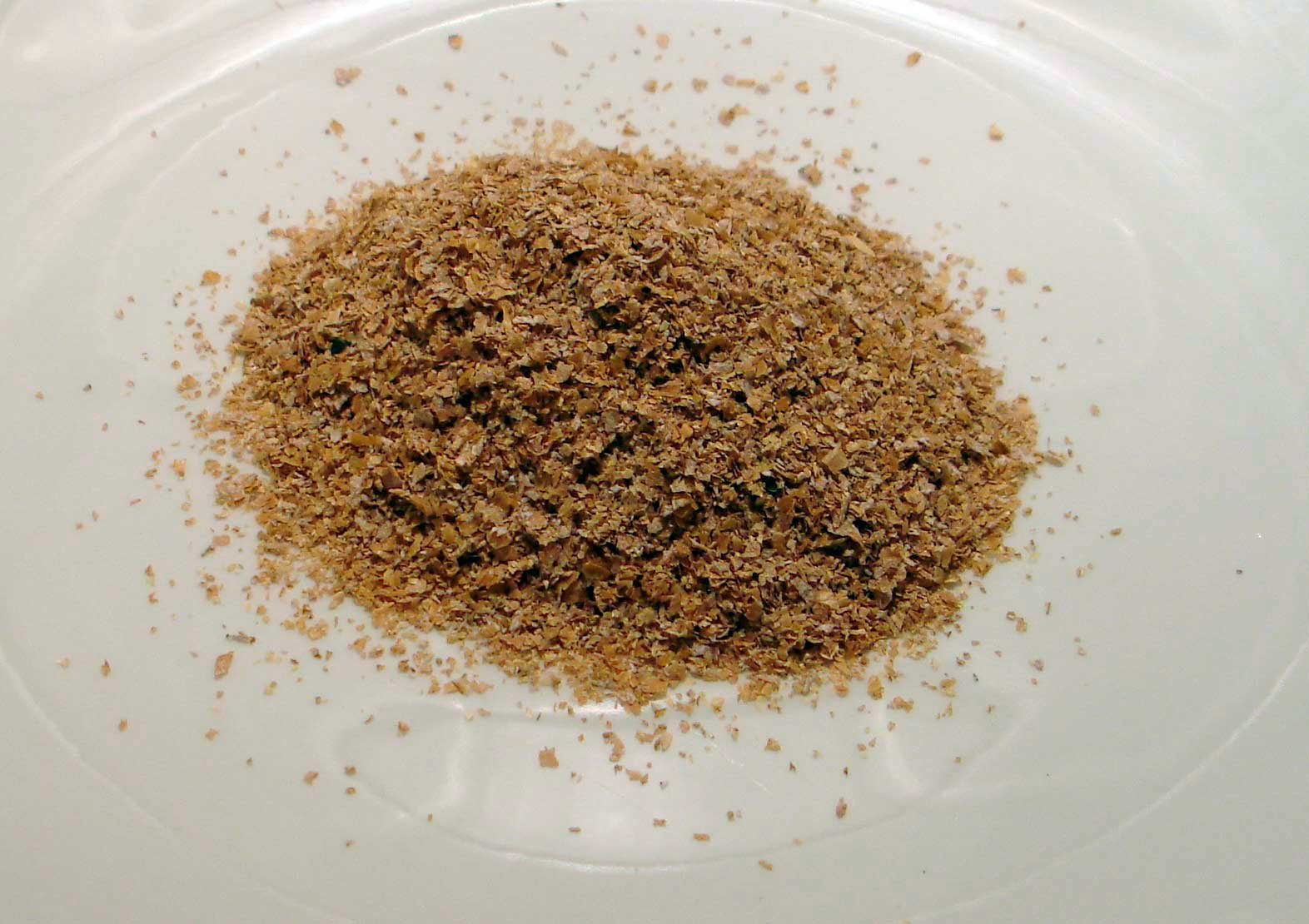
Crusca di frumento

La crusca è un sottoprodotto della macinazione della cariosside per ottenere farina solitamente di graminacee frumento, orzo, segale, avena e altri cereali per il consumo umano, costituita prevalentemente dal pericarpo ovvero dal tegumenti esterni della cariosside. 
Si presenta sotto forma di foglioline di forma irregolare di colore marrone.
La crusca non è da confondere con le glume o vestito che in alcuni tipi di cariosside rimangono aderenti ai chicchi anche dopo trebbiatura; alcuni esempi sono il riso, l'orzo vestito e il farro.
Viene usata anzitutto nell'alimentazione animale, in particolare per i bovini, equini e, in minor misura, per i suini. Ai bovini, in quanto ruminanti, viene somministrata senza problemi in quantità giornaliere fino oltre 1 kg, in funzione del prezzo; ai maiali, in quanto onnivori, le dosi somministrate sono molto minori. Oggigiorno viene loro somministrata moderatamente per diminuire il loro naturale grasso (visto che è richiesta la carne magra).

## Composizione della crusca
La crusca, oltre alle funzioni germinative, serve al seme come corazza protettiva contro funghi, batteri, virus, insetti, mammiferi, pesticidi...
La composizione della crusca è grossomodo questa:
- Nutritivi: ca. 30% 
  - Proteine 12%
  - Glucidi 15%
  - Lipidi 4%
- Essenziali: 
  - minerali: Fe, Mg, Mn, Se, Zn, ...
  - vitamine: B3, B6, B1
- Ballasto, Fibre vegetali ca. 55% (maggiormente carboidrati non digeribili da non ruminanti)
  - cellulosa,
  - emicellulosa,
  - lignine
  - silicati
- Antinutritivi. I più importanti sono:
  - in generale:
    - fitina: inibisce l'assorbimento di minerali e di vitamina B1, rende indigeribile alcune proteine
    - lipasi-inibitori: rendono inefficaci le lipasi pancreatiche

  - segale: arabinoxilane, alchilresorcine
  - orzo: glucani, inibitori di enzimi digestivi
  - frumento: pentosani, lectine
- insetticidi, fungicidi, battericidi, virostatici naturali e meno

Le controindicazioni mediche sarebbero quindi: diverticoli, malnutrizione, flora intestinale disturbata, flatulenza, diarrea e altri disturbi e malattie intestinali. 

## Eliminazione della crusca
A livello culinario l'uomo ha trovato delle preparazioni che rendono più appetibili alimenti come le graminacee. La prima operazione è quella di levare il vestito poi eseguire la brillatura del seme (riso, orzo) e la macinazione. Dopo la macinazione si setaccia il macinato per separare la crusca ed ottenere la farina.
Le diverse graminacee, dopo questi lavori preparatorii e secondo le loro caratteristiche, sono usate in vari modi:
- riso: cottura del seme svestito (riso integrale) brillato (riso comune), oppure la sua macinazione per ottenere farina di riso
- orzo: lo si fa germogliare e poi si secca (questa operazione si chiama maltazione) serve per ottenere "malto di orzo"  e si utilizza comunemente per la produzione di birra, il malto viene utilizzato anche in pasticceria come dolcificante ed aroma e si può ottenere anche "sciroppo di malto"
- segale: lievitazione naturale e cottura
- frumento: decruscato: lievitazione, cottura
- avena: de-speltato: fiocchi (precotti) o pappe cotte
- farro: raccolta verde, de-speltato, disseccato, poi o macinazione, lievitazione e cottura oppure granulazione per pappe cotte

Le attuali conoscenze suggeriscono di introdurre nell'alimentazione anche cereali integrali o farine integrali.

## Crusca e alimenti integrali
Recenti studi in Europa e America hanno evidenziato come gli alimenti integrali svolgano un'azione protettrice delle patologie coronariche, del diabete di tipo II e inibitrice dell'oncogenesi del colon (contribuiscono a prevenire il tumore al colon).

Le cause di questo, tuttavia, restano non del tutto chiarite e non ci sono motivi di ritenere che la crusca in sé sia un'opzione salutistica rispetto all'alimento integrale.

In pratica non c'è ragione di valutare più utile aggiungere crusca ai consueti alimenti raffinati rispetto al consumare alimenti integrali, non raffinati e quindi più ricchi di sostanze nutritive.

Le linee guida di numerosi paesi (tra cui l'Italia) consigliano di integrare la propria dieta con una porzione al giorno di alimenti integrali. Indicazione è di assumere almeno 35 grammi/giorno di fibra alimentare attuale consumo medio di fibra alimentare è di 18 grammi/giorno.  Come in tutti gli alimenti è meglio comunque non esagerare troppo perché i fitati contenuti negli alimenti integrali, infatti, inibiscono la metabolizzazione di numerosi minerali come il calcio e lo zinco se assunti in dosi massicce. 
Comunque la lievitazione risolve questo problema poiché gli enzimi del lievito e il calore della successiva cottura riducono drasticamente i fitati.

## Crusca e cruschello
I due termini molto spesso sono confusi o ritenuti equivalenti, invece ci sono delle differenze importanti.
I cereali sono rivestiti da più strati di crusca, in genere 7; quelli più esterni sono la crusca vera e propria, quelli più interni sono chiamati cruschello.

La differenza visiva è che la crusca ha l'aspetto di foglioline di maggior spessore e colore più scuro, anche la dimensione della crusca appare più grande della dimensione del cruschello.
Il cruschello è composto da foglioline più sottili, di un colore più chiaro.

La crusca contiene poche vitamine e contiene lignina che dà un gusto poco gradito; il cruschello invece, contenente tutto o parte del germe, è molto ricco di vitamine e di sali minerali.